# Lionel Pizzinat
Lionel Pizzinat (Vernier, Genf kanton, 1977. augusztus 8. –) svájci labdarúgó, középpályás.

## Pályafutása
1995 és 2001 között a Servette labdarúgója volt, ahol egy-egy bajnoki címet és svájci kupát nyert a csapattal. Közben 1999-ben kölcsönben szerepelt a Lausanne-Sports együttesében. 2001 és 2006 között Olaszországban játszott, a Bari, a Verona és a Venezia csapataiban. 2006-ban visszatért a Servettehez és itt fejezte be az aktív labdarúgást 2013-ban.
1996 és 1999 között 23 alkalommal szerepelt a svájci U21-es válogatottban.

## Sikerei, díjai
Servette
- Svájci bajnokság (Super League)
  - bajnok: 1998–99
  - 2.: 1997–98
- Svájci kupa
  - győztes: 2001
  - döntős (2): 1996, 2000